# Aspitates nigricans
Aspitates nigricans là một loài bướm đêm trong họ Geometridae.